# Giải vô địch bóng đá châu Âu 2024 (Bảng A)
Bảng A của giải vô địch bóng đá châu Âu 2024 được diễn ra từ ngày 14 đến ngày 23 tháng 6 năm 2024, bao gồm các đội tuyển chủ nhà Đức, Scotland, Hungary và Thụy Sĩ.

## Các đội tuyển
| Vị trí bốc thăm | Đội tuyển | Nhóm | Tư cách qua vòng loại | Số lần tham dự | Lần tham dự gần đây nhất | Thành tích tốt nhất          | Xếp hạng UEFA Tháng 11, 2023 | Xếp hạng FIFA Tháng 4, 2024 |
| --------------- | --------- | ---- | --------------------- | -------------- | ------------------------ | ---------------------------- | ---------------------------- | --------------------------- |
| A1              | Đức       | 1    | Chủ nhà               | 14             | 2020                     | Vô địch (1972, 1980, 1996)   | —                            | 16                          |
| A2              | Scotland  | 3    | Nhì Bảng A            | 4              | 2020                     | Vòng bảng (1992, 1996, 2020) | 13                           | 39                          |
| A3              | Hungary   | 2    | Nhất Bảng G           | 5              | 2020                     | Hạng ba (1964)               | 6                            | 26                          |
| A4              | Thụy Sĩ   | 4    | Nhì Bảng I            | 6              | 2020                     | Tứ kết (2020)                | 20                           | 19                          |

Ghi chú
1. ↑  Bảng xếp hạng FIFA khu vực châu Âu vào tháng 11 năm 2023 được sử dụng trước khi bốc thăm vòng bảng
2. ↑  Từ 1972 đến 1988, Đức tham dự với tên gọi tiền thân là Tây Đức.

## Bảng xếp hạng
| VT | Đội      | ST | T | H | B | BT | BB | HS | Đ | Giành quyền tham dự                 |
| -- | -------- | -- | - | - | - | -- | -- | -- | - | ----------------------------------- |
| 1  | Đức (H)  | 3  | 2 | 1 | 0 | 8  | 2  | +6 | 7 | Đi tiếp vào vòng đấu loại trực tiếp |
| 2  | Thụy Sĩ  | 3  | 1 | 2 | 0 | 5  | 3  | +2 | 5 | Đi tiếp vào vòng đấu loại trực tiếp |
| 3  | Hungary  | 3  | 1 | 0 | 2 | 2  | 5  | −3 | 3 |                                     |
| 4  | Scotland | 3  | 0 | 1 | 2 | 2  | 7  | −5 | 1 |                                     |

Ở vòng 16 đội:
- Đội đứng nhất bảng A, Đức, sẽ gặp đội đứng nhì bảng C, Đan Mạch
- Đội đứng nhì bảng A, Thụy Sĩ, sẽ gặp đội đứng nhì bảng B, Ý

## Các trận đấu

### Đức vs Scotland
| Đức                                                                          | 5–1      | Scotland             |
| ---------------------------------------------------------------------------- | -------- | -------------------- |
| - Wirtz 10' - Musiala 19' - Havertz 45+1' (ph.đ.) - Füllkrug 68' - Can 90+3' | Chi tiết | - Rüdiger 87' (l.n.) |

| Đức | Scotland |

| TM                | 1  | Manuel Neuer           |     |     |
| HV                | 6  | Joshua Kimmich         |     |     |
| HV                | 2  | Antonio Rüdiger        |     |     |
| HV                | 4  | Jonathan Tah           | 62' |     |
| HV                | 18 | Maximilian Mittelstädt |     |     |
| TV                | 23 | Robert Andrich         | 31' | 46' |
| TV                | 8  | Toni Kroos             |     | 80' |
| TV                | 10 | Jamal Musiala          |     | 73' |
| TV                | 21 | İlkay Gündoğan (c)     |     |     |
| TV                | 17 | Florian Wirtz          |     | 63' |
| TĐ                | 7  | Kai Havertz            |     | 63' |
| Thay người:       |    |                        |     |     |
| TV                | 5  | Pascal Gross           |     | 46' |
| TĐ                | 9  | Niclas Füllkrug        |     | 63' |
| TĐ                | 19 | Leroy Sané             |     | 63' |
| TĐ                | 13 | Thomas Muller          |     | 73' |
| TV                | 25 | Emre Can               |     | 80' |
| Huấn luyện viên:  |    |                        |     |     |
| Julian Nagelsmann |    |                        |     |     |

| TM               | 1  | Angus Gunn           |     |     |
| HV               | 13 | Jack Hendry          |     |     |
| HV               | 15 | Ryan Porteous        | 44' |     |
| HV               | 6  | Kieran Tierney       |     | 77' |
| TV               | 8  | Callum McGregor      |     | 67' |
| TV               | 2  | Anthony Ralston      | 48' |     |
| TV               | 3  | Andrew Robertson (c) |     |     |
| TV               | 4  | Scott McTominay      |     |     |
| TĐ               | 7  | John McGinn          |     | 67' |
| TĐ               | 10 | Ché Adams            |     | 46' |
| TĐ               | 11 | Ryan Christie        |     | 82' |
| Thay người:      |    |                      |     |     |
| HV               | 5  | Grant Hanley         |     | 46' |
| TV               | 14 | Billy Gilmour        |     | 67' |
| TV               | 23 | Kenny McLean         |     | 67' |
| HV               | 26 | Scott McKenna        |     | 77' |
| TĐ               | 9  | Lawrence Shankland   |     | 82' |
| Huấn luyện viên: |    |                      |     |     |
| Steve Clarke     |    |                      |     |     |

| Cầu thủ xuất sắc nhất trận đấu: Jamal Musiala (Đức) Trợ lý trọng tài: Nicolas Danos (Pháp) Benjamin Pages (Pháp) Trọng tài thứ tư: François Letexier (Pháp) Trợ lý trọng tài dự phòng: Cyril Mugnier (Pháp) Trợ lý trọng tài video: Jérôme Brisard (Pháp) Trợ lý tổ trợ lý trọng tài video: Willy Delajod (Pháp) Massimiliano Irrati (Ý) |

### Hungary vs Thụy Sĩ
| Hungary     | 1–3      | Thụy Sĩ                                   |
| ----------- | -------- | ----------------------------------------- |
| - Varga 66' | Chi tiết | - Duah 12' - Aebischer 45' - Embolo 90+3' |

| Hungary | Thụy Sĩ |

| TM               | 1  | Péter Gulácsi          |     |     |
| HV               | 2  | Ádám Lang              |     | 46' |
| HV               | 6  | Willi Orbán            |     |     |
| HV               | 4  | Attila Szalai          | 69' | 79' |
| TV               | 8  | Ádám Nagy              |     | 67' |
| TV               | 13 | András Schäfer         |     |     |
| TV               | 5  | Attila Fiola           |     |     |
| TV               | 11 | Milos Kerkez           |     | 79' |
| TV               | 20 | Roland Sallai          |     |     |
| TV               | 10 | Dominik Szoboszlai (c) |     |     |
| TĐ               | 19 | Barnabás Varga         |     |     |
| Thay người:      |    |                        |     |     |
| HV               | 14 | Bendegúz Bolla         | 88' | 46' |
| TV               | 15 | László Kleinheisler    |     | 67' |
| TĐ               | 9  | Martin Ádám            |     | 79' |
| HV               | 24 | Márton Dárdai          |     | 79' |
| Huấn luyện viên: |    |                        |     |     |
| Marco Rossi      |    |                        |     |     |

| TM               | 1           | Yann Sommer       |     |     |
| HV               | 22          | Fabian Schär      |     |     |
| HV               | 5           | Manuel Akanji     |     |     |
| HV               | 13          | Ricardo Rodriguez |     |     |
| TV               | 10          | Granit Xhaka (c)  |     |     |
| TV               | 8           | Remo Freuler      | 59' | 86' |
| TV               | 3           | Silvan Widmer     | 5'  | 68' |
| TV               | 19          | Dan Ndoye         |     | 86' |
| TV               | 20          | Michel Aebischer  |     |     |
| TV               | 17          | Ruben Vargas      |     | 74' |
| TĐ               | 18          | Kwadwo Duah       |     | 68' |
| Thay người:      |             |                   |     |     |
| TĐ               | 25          | Zeki Amdouni      |     | 68' |
| HV               | 2           | Leonidas Stergiou |     | 68' |
| TĐ               | 7           | Breel Embolo      |     | 74' |
| TV               | 16          | Vincent Sierro    |     | 86' |
| TV               | 26          | Fabian Rieder     |     | 86' |
| Huấn luyện viên: |             |                   |     |     |
| Murat Yakin      | Murat Yakin | Murat Yakin       | 88' |     |

| Cầu thủ xuất sắc nhất trận đấu: Granit Xhaka (Thụy Sĩ) Trợ lý trọng tài: Tomaž Klančnik (Slovenia) Andraž Kovačič (Slovenia) Trọng tài thứ tư: Rade Obrenovic (Slovenia) Trợ lý trọng tài dự phòng: Jure Paprotnik (Slovenia) Trợ lý trọng tài video: Nejc Kajtazovic (Slovenia) Trợ lý tổ trợ lý trọng tài video: Bartosz Frankowski (Ba Lan) Tomasz Kwiatkowski (Ba Lan) |

### Đức vs Hungary
| Đức                          | 2–0      | Hungary |
| ---------------------------- | -------- | ------- |
| - Musiala 22' - Gündoğan 67' | Chi tiết |         |

| Đức | Hungary |

| TM                | 1  | Manuel Neuer           |     |     |
| HV                | 6  | Joshua Kimmich         |     |     |
| HV                | 2  | Antonio Rüdiger        | 27' |     |
| HV                | 4  | Jonathan Tah           |     |     |
| HV                | 18 | Maximilian Mittelstädt | 89' |     |
| TV                | 23 | Robert Andrich         |     | 72' |
| TV                | 8  | Toni Kroos             |     |     |
| TV                | 10 | Jamal Musiala          |     | 72' |
| TV                | 21 | İlkay Gündoğan (c)     |     | 84' |
| TV                | 17 | Florian Wirtz          |     | 58' |
| TĐ                | 7  | Kai Havertz            |     | 58' |
| Thay người:       |    |                        |     |     |
| TV                | 19 | Leroy Sané             |     | 58' |
| TV                | 9  | Niclas Füllkrug        |     | 58' |
| TV                | 25 | Emre Can               |     | 72' |
| TV                | 11 | Chris Führich          |     | 72' |
| TĐ                | 26 | Deniz Undav            |     | 84' |
| Huấn luyện viên:  |    |                        |     |     |
| Julian Nagelsmann |    |                        |     |     |

| TM                          | 1           | Péter Gulácsi          |       |     |
| HV                          | 5           | Attila Fiola           |       |     |
| HV                          | 6           | Willi Orbán            |       |     |
| HV                          | 24          | Márton Dárdai          |       |     |
| TV                          | 14          | Bendegúz Bolla         |       | 75' |
| TV                          | 8           | Ádám Nagy              |       | 64' |
| TV                          | 13          | András Schäfer         |       |     |
| TV                          | 11          | Milos Kerkez           |       | 75' |
| TV                          | 20          | Roland Sallai          |       | 87' |
| TV                          | 10          | Dominik Szoboszlai (c) | 90+3' |     |
| TĐ                          | 19          | Barnabás Varga         | 22'   | 87' |
| Thay người:                 |             |                        |       |     |
| TV                          | 15          | László Kleinheisler    |       | 64' |
| TV                          | 18          | Zsolt Nagy             |       | 75' |
| TĐ                          | 9           | Martin Ádám            |       | 75' |
| TV                          | 16          | Dániel Gazdag          |       | 87' |
| TĐ                          | 23          | Kevin Csoboth          |       | 87' |
| Các hành động kỷ luật khác: |             |                        |       |     |
| NK                          | —           | Attila Tömő            | 45+1' |     |
| Huấn luyện viên:            |             |                        |       |     |
| Marco Rossi                 | Marco Rossi | Marco Rossi            | 90+3' |     |

| Cầu thủ xuất sắc nhất trận: İlkay Gündoğan (Đức) Trợ lý trọng tài: Hessel Steegstra (Hà Lan) Jan de Vries (Hà Lan) Trọng tài bàn: Serdar Gözübüyük (Hà Lan) Trọng tài dự phòng: Johan Balder (Hà Lan) Trợ lý trọng tài video: Rob Dieperink (Hà Lan) Trợ lý tổ trợ lý trọng tài video: Pol van Boekel (Hà Lan) Stuart Attwell (Anh) |

### Scotland vs Thụy Sĩ
| Scotland        | 1–1      | Thụy Sĩ       |
| --------------- | -------- | ------------- |
| - McTominay 13' | Chi tiết | - Shaqiri 26' |

| Scotland | Thụy Sĩ |

| TM               | 1  | Angus Gunn           |     |     |
| HV               | 13 | Jack Hendry          |     |     |
| HV               | 5  | Grant Hanley         |     |     |
| HV               | 6  | Kieran Tierney       |     | 61' |
| HV               | 2  | Anthony Ralston      |     |     |
| HV               | 3  | Andrew Robertson (c) |     |     |
| TV               | 14 | Billy Gilmour        |     | 79' |
| TV               | 8  | Callum McGregor      |     |     |
| TV               | 4  | Scott McTominay      | 51' |     |
| TV               | 7  | John McGinn          | 71' | 90' |
| TĐ               | 10 | Ché Adams            |     | 90' |
| Thay người:      |    |                      |     |     |
| HV               | 26 | Scott McKenna        | 68' | 61' |
| TV               | 23 | Kenny McLean         |     | 79' |
| TV               | 11 | Ryan Christie        |     | 90' |
| TĐ               | 9  | Lawrence Shankland   |     | 90' |
| Huấn luyện viên: |    |                      |     |     |
| Steve Clarke     |    |                      |     |     |

| TM               | 1  | Yann Sommer       |     |     |
| HV               | 22 | Fabian Schär      |     |     |
| HV               | 5  | Manuel Akanji     |     |     |
| HV               | 13 | Ricardo Rodriguez | 31' |     |
| TV               | 10 | Granit Xhaka (c)  |     |     |
| TV               | 8  | Remo Freuler      |     | 75' |
| TV               | 3  | Silvan Widmer     |     | 86' |
| TV               | 23 | Xherdan Shaqiri   |     | 60' |
| TV               | 20 | Michel Aebischer  |     |     |
| TV               | 17 | Ruben Vargas      |     | 75' |
| TĐ               | 19 | Dan Ndoye         |     | 86' |
| Thay người:      |    |                   |     |     |
| TV               | 7  | Breel Embolo      |     | 60' |
| TV               | 26 | Fabian Rieder     |     | 75' |
| TV               | 16 | Vincent Sierro    | 86' | 75' |
| TV               | 25 | Zeki Amdouni      |     | 86' |
| TV               | 2  | Leonidas Stergiou |     | 86' |
| Huấn luyện viên: |    |                   |     |     |
| Murat Yakin      |    |                   |     |     |

| Cầu thủ xuất sắc nhất trận: Manuel Akanji (Thụy Sĩ) Trợ lý trọng tài: Branislav Hancko (Slovakia) Jan Pozor (Slovakia) Trọng tài bàn: Irfan Peljto (Bosna và Hercegovina) Trọng tài dự phòng: Senad Ibrišimbegović (Bosna và Hercegovina) Trợ lý trọng tài video: Tomasz Kwiatkowski Ba Lan) Trợ lý tổ trợ lý trọng tài video: Bartosz Frankowski (Ba Lan) Nejc Kajtazovič (Slovenia) |

### Thụy Sĩ vs Đức
| Thụy Sĩ     | 1–1      | Đức              |
| ----------- | -------- | ---------------- |
| - Ndoye 28' | Chi tiết | - Füllkrug 90+2' |

| Thụy Sĩ | Đức |

| TM               | 1  | Yann Sommer       |     |     |
| HV               | 22 | Fabian Schär      |     |     |
| HV               | 5  | Manuel Akanji     |     |     |
| HV               | 13 | Ricardo Rodriguez |     |     |
| TV               | 8  | Remo Freuler      |     |     |
| TV               | 10 | Granit Xhaka (c)  | 66' |     |
| TV               | 3  | Silvan Widmer     | 81' |     |
| TV               | 20 | Michel Aebischer  |     |     |
| TV               | 19 | Dan Ndoye         | 25' | 65' |
| TV               | 26 | Fabian Rieder     |     | 65' |
| TĐ               | 7  | Breel Embolo      |     | 65' |
| Thay người:      |    |                   |     |     |
| TĐ               | 18 | Kwadwo Duah       |     | 65' |
| TV               | 17 | Ruben Vargas      |     | 65' |
| TĐ               | 25 | Zeki Amdouni      |     | 65' |
| Huấn luyện viên: |    |                   |     |     |
| Murat Yakin      |    |                   |     |     |

| TM                | 1  | Manuel Neuer           |     |     |
| HV                | 6  | Joshua Kimmich         |     |     |
| HV                | 2  | Antonio Rüdiger        |     |     |
| HV                | 4  | Jonathan Tah           | 38' | 61' |
| HV                | 18 | Maximilian Mittelstädt |     | 61' |
| TV                | 23 | Robert Andrich         |     | 65' |
| TV                | 8  | Toni Kroos             |     |     |
| TV                | 10 | Jamal Musiala          |     | 76' |
| TV                | 21 | İlkay Gündoğan (c)     |     |     |
| TV                | 17 | Florian Wirtz          |     | 76' |
| TĐ                | 7  | Kai Havertz            |     |     |
| Thay người:       |    |                        |     |     |
| HV                | 15 | Nico Schlotterbeck     |     | 61' |
| HV                | 3  | David Raum             |     | 61' |
| TĐ                | 14 | Maximilian Beier       |     | 65' |
| TV                | 19 | Leroy Sané             |     | 76' |
| TĐ                | 9  | Niclas Füllkrug        |     | 76' |
| Huấn luyện viên:  |    |                        |     |     |
| Julian Nagelsmann |    |                        |     |     |

| Cầu thủ xuất sắc nhất trận: Granit Xhaka (Thụy Sĩ) Trợ lý trọng tài: Ciro Carbone (Ý) Alessandro Giallatini (Ý) Trọng tài bàn: Marco Guida (Ý) Trọng tài dự phòng: Filippo Meli (Ý) Trợ lý trọng tài video: Massimiliano Irrati (Ý) Trợ lý tổ trợ lý trọng tài video: Paolo Valeri (Ý) Cătălin Popa (România) |

### Scotland vs Hungary
| Scotland | 0–1      | Hungary          |
| -------- | -------- | ---------------- |
|          | Chi tiết | - Csoboth 90+10' |

| Scotland | Hungary |

| TM               | 1  | Angus Gunn           |     |     |
| HV               | 2  | Anthony Ralston      |     | 83' |
| HV               | 13 | Jack Hendry          |     |     |
| HV               | 5  | Grant Hanley         |     |     |
| HV               | 26 | Scott McKenna        |     |     |
| HV               | 3  | Andrew Robertson (c) |     | 89' |
| TV               | 7  | John McGinn          |     | 76' |
| TV               | 14 | Billy Gilmour        |     | 83' |
| TV               | 8  | Callum McGregor      |     |     |
| TV               | 4  | Scott McTominay      | 50' |     |
| TĐ               | 10 | Ché Adams            |     | 76' |
| Thay người:      |    |                      |     |     |
| TV               | 17 | Stuart Armstrong     |     | 76' |
| TĐ               | 9  | Lawrence Shankland   |     | 76' |
| TV               | 11 | Ryan Christie        |     | 83' |
| TV               | 23 | Kenny McLean         |     | 83' |
| TĐ               | 18 | Lewis Morgan         |     | 89' |
| Huấn luyện viên: |    |                      |     |     |
| Steve Clarke     |    |                      |     |     |

| TM               | 1  | Péter Gulácsi          |        |     |
| HV               | 21 | Endre Botka            |        |     |
| HV               | 6  | Willi Orbán            | 26'    |     |
| HV               | 24 | Márton Dárdai          |        | 74' |
| TV               | 14 | Bendegúz Bolla         |        | 86' |
| TV               | 17 | Callum Styles          | 18'    | 61' |
| TV               | 13 | András Schäfer         | 44'    |     |
| TV               | 11 | Milos Kerkez           |        | 86' |
| TV               | 20 | Roland Sallai          |        |     |
| TV               | 10 | Dominik Szoboszlai (c) |        |     |
| TĐ               | 19 | Barnabás Varga         |        | 74' |
| Thay người:      |    |                        |        |     |
| TV               | 8  | Ádám Nagy              |        | 61' |
| HV               | 4  | Attila Szalai          |        | 74' |
| TĐ               | 9  | Martin Ádám            |        | 74' |
| TĐ               | 23 | Kevin Csoboth          |        | 86' |
| TV               | 18 | Zsolt Nagy             | 90+11' | 86' |
| Thẻ phạt khác:   |    |                        |        |     |
| TV               | 15 | László Kleinheisler    | 75'    |     |
| Huấn luyện viên: |    |                        |        |     |
| Marco Rossi      |    |                        |        |     |

| Cầu thủ xuất sắc nhất trận: Roland Sallai (Hungary) Trợ lý trọng tài: Gabriel Chade (Argentina) Ezequiel Brailovsky (Argentina) Trọng tài bàn: Espen Eskås (Na Uy) Trọng tài dự phòng: Jan Erik Engan (Na Uy) Trợ lý trọng tài video: Alejandro Hernández Hernández (Tây Ban Nha) Trợ lý tổ trợ lý trọng tài video: Juan Martínez Munuera (Tây Ban Nha) Tiago Martins (Bồ Đào Nha) |

## Kỷ luật
Điểm fair play sẽ được sử dụng làm tiêu chí xếp hạng nếu thành tích đối đầu và tổng điểm của các đội bằng nhau (và nếu loạt sút luân lưu không được áp dụng làm tiêu chí xếp hạng). Chúng được tính dựa trên số thẻ vàng và thẻ đỏ mà các đội nhận được trong tất cả các trận đấu vòng bảng như sau:
- thẻ vàng = 1 điểm
- thẻ đỏ do hai thẻ vàng = 3 điểm
- thẻ đỏ trực tiếp = 3 điểm
- thẻ vàng tiếp theo là thẻ đỏ trực tiếp = 4 điểm

Chỉ có một trong các khoản khấu trừ trên được áp dụng cho một cầu thủ trong một trận đấu.
| Đội tuyển | Trận 1   | Trận 1                                    | Trận 1 | Trận 1            | Trận 2   | Trận 2                                    | Trận 2 | Trận 2            | Trận 3   | Trận 3                                    | Trận 3 | Trận 3            | Điểm |
| Đội tuyển | Thẻ vàng | Thẻ vàng · Thẻ vàng-đỏ (thẻ đỏ gián tiếp) | Thẻ đỏ | Thẻ vàng · Thẻ đỏ | Thẻ vàng | Thẻ vàng · Thẻ vàng-đỏ (thẻ đỏ gián tiếp) | Thẻ đỏ | Thẻ vàng · Thẻ đỏ | Thẻ vàng | Thẻ vàng · Thẻ vàng-đỏ (thẻ đỏ gián tiếp) | Thẻ đỏ | Thẻ vàng · Thẻ đỏ | Điểm |
| --------- | -------- | ----------------------------------------- | ------ | ----------------- | -------- | ----------------------------------------- | ------ | ----------------- | -------- | ----------------------------------------- | ------ | ----------------- | ---- |
| Đức       | 2        |                                           |        |                   | 2        |                                           |        |                   | 1        |                                           |        |                   | −5   |
| Thụy Sĩ   | 3        |                                           |        |                   | 2        |                                           |        |                   | 3        |                                           |        |                   | −8   |
| Scotland  | 1        |                                           | 1      |                   | 3        |                                           |        |                   | 1        |                                           |        |                   | −8   |
| Hungary   | 2        |                                           |        |                   | 4        |                                           |        |                   | 5        |                                           |        |                   | −11  |

1. ↑  Tính cả một thẻ từ nhân viên kỹ thuật của đội bóng.